# Gauche et droite
Pour les articles homonymes, voir Droite et gauche et Gauche et droite (politique).
 (décembre 2023).
La distinction entre gauche et droite est faite dans de nombreux domaines, mais elle est particulièrement importante en marine, en héraldique, au théâtre et plus récemment en politique.

## Marine
En français, la marine emploie les termes bâbord et tribord pour distinguer la gauche et la droite d'un navire.

## Héraldique
L'héraldique, et plus généralement, l'ancien français, utilisent des termes proches du latin : « dextre » (dexter) pour droite, et « sénestre » (sinister) pour gauche.

## Théâtre

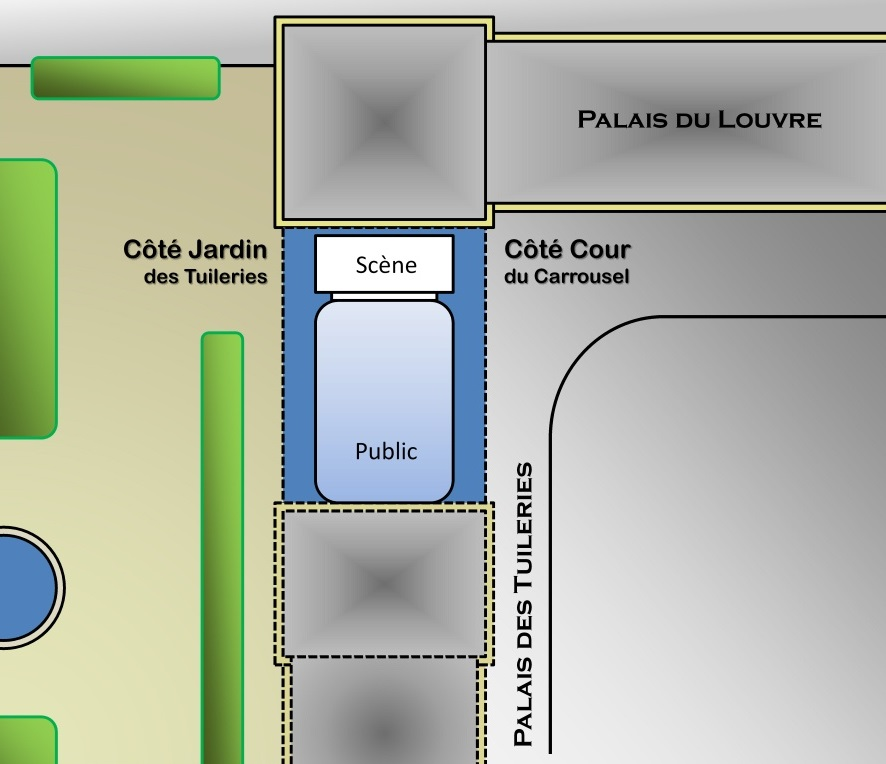
Plan du théâtre de l'ancien palais des Tuileries à Paris.

Le lexique théâtral parle de « côté jardin » et « côté cour ». À l'origine, ce « jardin » était celui des Tuileries, et cette « cour » celle du Carrousel au palais du Louvre, lorsque la Comédie-Française était installée au palais des Tuileries. Avant la Révolution, dans le même théâtre, les loges royales se situaient de part et d'autre de la scène : celle du roi à l'avant-scène gauche (jardin des Tuileries), et celle de la reine à l'avant-scène droite (cour du Carrousel). On parlait alors de « côté du roi » et de « côté de la reine ».

## Religion
Dans les milieux catholiques, gauche/droite a longtemps été remplacé par « évangile/épître », c'est-à-dire par les côtés de l'autel, vus depuis l'assistance, où avait lieu la lecture de ces deux types de textes liturgiques. Cette terminologie a notamment été utilisée pour guider les paysans lors des guerres de Vendée.

## Politique
À partir de 1789, les mots « droite » et « gauche » prennent une signification politique en raison de la disposition des députés dans l'hémicycle de l'Assemblée nationale française. D'autres variantes, respectivement la « plaine » et la « montagne », ont existé à cette période.

## Armée
Pour les conscrits des guerres napoléoniennes et de la Première Guerre mondiale, la distinction gauche/droite était parfois remplacée par « paille/foin », car, pour les orienter, on mettait de la paille dans leur chaussure gauche, et du foin dans la droite,.

## Tableau
| Domaine                   | Gauche   | Droite  |
| ------------------------- | -------- | ------- |
| Ancien français           | Sénestre | Dextre  |
| Marine                    | Bâbord   | Tribord |
| Théâtre (Ancien Régime)†  | Roi      | Reine   |
| Théâtre (Époque moderne)† | Jardin   | Cour    |
| Révolution Française      | Montagne | Plaine  |
| Guerre de Vendée          | Évangile | Épître  |
| Grande Armée              | Paille   | Foin    |
| Géographie‡               | Occident | Orient  |
| Points cardinaux‡         | Ouest    | Est     |

† : indique le point de vue de l'assistance
‡ : indique les notions similaires placées à gauche et à droite par convention